# Blueberry
Blueberry, (original: Lieutenant Blueberry) är en fransk västernserie, skapad 1963 av Jean-Michel Charlier (manus) och Jean Giraud (teckningar). Serien utspelar sig under och efter det amerikanska inbördeskriget och skildrar löjtnant Mike "Blueberry" Donovans resor och äventyr i Vilda Västern. 

## Historik
Mycket av rötterna till Blueberry kommer från Girauds tidigare västernalster Frank et Jeremie, som han tecknade för tidningen Far West redan som 18-åring, och Jerry Spring, en serie från 1961 av tecknaren Jijé som publicerades i tidningen Spirou. Tillsammans har Charlier och Giraud även skapat västernserien Jim Cutlass.
I Sverige har Blueberry publicerats i albumform. Två album gavs ut av Semic och 17 av Carlsen Comics. Blueberry har också publicerats i serietidningarna Fantomen, Champion och SM Special. 
Sedan kom en uppföljare - Blueberrys ungdom - med manus av först Charlier och sedan, efter dennes bortgång 1989, av Francois Corteggiani. Denna "prequel" tecknades av Colin Wilson och senare Michel Blanc-Dumond. Fyra av dessa album har getts ut på svenska.
Efter Charliers död skrev Giraud manus till tre album med samlingsnamnet Marshall Blueberry som tecknades av andra artister - William Vance och Michel Rouge. Giraud fortsatte sedan att både skriva manus och rita de sista albumen med samlingsnamnet Mister Blueberry.
Giraud skrev också manus till fem album i en helt annan serie om Blueberry, Blueberry 1900, som inspirerats av en dagdröm Giraud hade 1981 och som skulle tecknas av François Boucq. Den skulle handla om mordet på president William McKinley och innehålla en del schamanism och magi. Jean-Michel Charliers son, Philippe Charlier, motsatte sig Girauds planer då han menade att det mer lät som något Moebius skulle göra. De mer övernaturliga inslagen överfördes dock till filmen (se Blueberry).
Från sommaren 2015 har Cobolt Förlag gett ut Blueberrys samlade äventyr i nio band på svenska.

## Blueberrys ungdom (1861-1864)
| Fransk originaltitel          | Manus                | Bild                | Fransk serietidning   | År (fr. serietidning) | År (fr. album) | Svensk titel                | Sv. Album           | År (sv. album) | Titel, År (Cobolt) | Sv. Fantomen | Annan sv. Serietidning |
| Le secret de Blueberry        | Jean-Michel Charlier | Jean Giraud         | Pilote Super Pocket 2 | 1968                  | 1975           | Blueberrys hemlighet        |                     |                |                    | 4/86         |                        |
| Le Pont de Chattanooga        | Jean-Michel Charlier | Jean Giraud         | Pilote Super Pocket 3 | 1969                  | 1975           | Fort Chattanooga            |                     |                |                    | 7/86         |                        |
| 3000 Mustangs                 | Jean-Michel Charlier | Jean Giraud         | Pilote Super Pocket 4 | 1969                  | 1975           | 3000 Mustanger              |                     |                |                    | 11/86        |                        |
| La Chevauchée vers la mort    | Jean-Michel Charlier | Jean Giraud         | Pilote Super Pocket 5 | 1969                  | 1978           | I galopp mot döden          |                     |                |                    | 8/87         |                        |
| Chasse à l'homme              | Jean-Michel Charlier | Jean Giraud         | Pilote Super Pocket 6 | 1969                  | 1978           | Människojakt                |                     |                |                    | 15/87        |                        |
| Private M.S. Blueberry…       | Jean-Michel Charlier | Jean Giraud         | Pilote Super Pocket 7 | 1970                  | 1978           | Menige Michael S. Blueberry |                     |                |                    | 12/87        |                        |
| Chasse à l'homme              | Jean-Michel Charlier | Jean Giraud         | Pilote Super Pocket 8 | 1970                  | 1979           | Ur askan i elden            |                     |                |                    | 16/87        |                        |
| Double jeu                    | Jean-Michel Charlier | Jean Giraud         | Pilote Super Pocket 9 | 1970                  | 1979           | Dubbelspel                  |                     |                |                    | 20/87        |                        |
| Tonnerre sur la Sierra        | Jean-Michel Charlier | Jean Giraud         | Pilote Super Pocket 1 | 1968                  | 1979           | Åska över sierran           |                     |                |                    | 22/87        |                        |
| Les démons du Missouri        | Jean-Michel Charlier | Colin Wilson        |                       |                       | 1985           | Missouris demoner           | Blueberrys ungdom 1 | 1989           |                    | 19-21/88     |                        |
| Terreur sur le Kansas         | Jean-Michel Charlier | Colin Wilson        |                       |                       | 1987           | Terror över Kansas          | Blueberrys ungdom 2 | 1990           |                    | 15-17/91     |                        |
| Le raid infernal              | François Corteggiani | Colin Wilson        |                       |                       | 1987           | Omöjligt uppdrag            | Blueberrys ungdom 3 | 1992           |                    |              |                        |
| La pousuite impitoyable       | François Corteggiani | Colin Wilson        |                       |                       | 1992           | Den skoningslösa jakten     | Blueberrys ungdom 4 | 1992           |                    |              |                        |
| Trois hommes pour Atlanta     | François Corteggiani | Colin Wilson        |                       |                       | 1993           |                             |                     |                |                    |              |                        |
| Le prix du sang               | François Corteggiani | Colin Wilson        |                       |                       | 1994           |                             |                     |                |                    |              |                        |
| La solution Pinkerton         | François Corteggiani | Michel Blanc-Dumond |                       |                       | 1998           |                             |                     |                |                    |              |                        |
| La piste des maudits          | François Corteggiani | Michel Blanc-Dumond |                       |                       | 2000           |                             |                     |                |                    |              |                        |
| Dernier train pour Washington | François Corteggiani | Michel Blanc-Dumond |                       |                       | 2001           |                             |                     |                |                    |              |                        |
| Il faut tuer Lincoln          | François Corteggiani | Michel Blanc-Dumond |                       |                       | 2003           |                             |                     |                |                    |              |                        |
| Le boucher de Cincinnati      | François Corteggiani | Michel Blanc-Dumond |                       |                       | 2005           |                             |                     |                |                    |              |                        |
| La sirene de Vera-Cruz        | François Corteggiani | Michel Blanc-Dumond |                       |                       | 2006           |                             |                     |                |                    |              |                        |
| 100 dollars pour mourir       | François Corteggiani | Michel Blanc-Dumond |                       |                       | 2007           |                             |                     |                |                    |              |                        |
| Le Sentier des larmes         | François Corteggiani | Michel Blanc-Dumond |                       |                       | 2008           |                             |                     |                |                    |              |                        |
| 1276 âmes                     | François Corteggiani | Michel Blanc-Dumond |                       |                       | 2009           |                             |                     |                |                    |              |                        |
| Redemption                    | François Corteggiani | Michel Blanc-Dumond |                       |                       | 2010           |                             |                     |                |                    |              |                        |
| Gettysburg                    | François Corteggiani | Michel Blanc-Dumond |                       |                       | 2012           |                             |                     |                |                    |              |                        |
| Le Convoi des Bannis          | François Corteggiani | Michel Blanc-Dumond |                       |                       | 2015           |                             |                     |                |                    |              |                        |

## Blueberry (1867-1868)
| Fransk originaltitel        | Manus                | Bild        | Fransk serietidning | År (fr. serietidning) | År (fr. album) | Svensk titel                     | Sv. Album                 | År (album) | Titel, År (Cobolt)            | Sv. Fantomen | Annan sv. Serietidning |
| Fort Navajo                 | Jean-Michel Charlier | Jean Giraud | Pilote, 210-232     | 1963                  | 1965           | Fort Navajo                      |                           |            | Samlade äventyr 1, 2015-11-16 | 1-3/82       |                        |
| Tonnerre à l'ouest          | Jean-Michel Charlier | Jean Giraud | Pilote, 236-258     | 1964                  | 1966           | Storm över prärien               |                           |            | Samlade äventyr 1, 2015-11-16 | 7-9/82       |                        |
| L'aigle solitaire           | Jean-Michel Charlier | Jean Giraud | Pilote, 261-285     | 1964                  | 1967           | Ensamma örnen                    |                           |            | Samlade äventyr 1, 2015-11-16 | 15-17/82     |                        |
| Le cavalier perdu           | Jean-Michel Charlier | Jean Giraud | Pilote, 288-311     | 1965                  | 1968           | Den försvunne ryttaren           |                           |            | Samlade äventyr 2, 2016-06-27 | 18-20/82     |                        |
| La piste des Navajos        | Jean-Michel Charlier | Jean Giraud | Pilote, 313-335     | 1965                  | 1968           | I Navajos spår                   |                           |            | Samlade äventyr 2, 2016-06-27 | 3-5/83       |                        |
| L'homme a l'etoile d'argent | Jean-Michel Charlier | Jean Giraud | Pilote, 337-360     | 1966                  | 1969           | Mannen med silverstjärnan        | Fort Navajo 1             | 1971       | Samlade äventyr 2, 2016-06-27 | 9-11/83      |                        |
| Le cheval de fer            | Jean-Michel Charlier | Jean Giraud | Pilote, 370-392     | 1966                  | 1970           | Järnhästen                       | Blueberry 1               | 1979       | Samlade äventyr 3, 2016-12-01 | 24-26/83     |                        |
| L'homme au poing d'acier    | Jean-Michel Charlier | Jean Giraud | Pilote, 397-419     | 1967                  | 1970           | Mannen med järnhanden/Järnhanden | Blueberry 2               | 1979       | Samlade äventyr 3, 2016-12-01 | 3-5/84       |                        |
| La piste des Sioux          | Jean-Michel Charlier | Jean Giraud | Pilote, 427-449     | 1967                  | 1971           | I Siouxernas spår                | Fort Navajo 2/Blueberry 3 | 1971/1980  | Samlade äventyr 3, 2016-12-01 | 13-15/84     |                        |
| Général "Tête Jaune"        | Jean-Michel Charlier | Jean Giraud | Pilote, 453-476     | 1968                  | 1971           | General Gula Håret               | Blueberry 4               | 1980       | Samlade äventyr 4, 2017-06-21 | 20-22/84     |                        |

## Marshall Blueberry (1868)
| Fransk originaltitel    | Manus       | Bild         | Fransk serietidning | År (fr. serietidning) | År (fr. album) | Svensk titel             | Sv. Album | År (sv. album) | Titel, År (Cobolt)                             | Sv. Fantomen | Annan sv. Serietidning |
| Sur ordre de Washington | Jean Giraud | Willam Vance |                     |                       | 1991           | På order från Washington |           |                | Marshall Blueberry Samlade äventyr, 2018-10-15 | 25-26/94     |                        |
| Mission Shermann        | Jean Giraud | Willam Vance |                     |                       | 1993           | Mission Sherman          |           |                | Marshall Blueberry Samlade äventyr, 2018-10-15 | 21-22/95     |                        |
| Frontiére sanglante     | Jean Giraud | Michel Rouge |                     |                       | 2000           | Den blodiga gränsen      |           |                | Marshall Blueberry Samlade äventyr, 2018-10-15 |              |                        |

## Blueberry (1869-1881)
| Fransk originaltitel         | Manus                              | Bild        | Fransk serietidning     | År (fr. serietidning) | År (fr. album) | Svensk titel                                       | Sv. Album    | År (sv. album) | Titel, År (Cobolt)            | Sv. Fantomen   | Annan sv. Serietidning     |
| La mine de l'allemand perdu  | Jean-Michel Charlier               | Jean Giraud | Pilote, 497-519         | 1969                  | 1972           | Jakten genom öknen/Den försvunna gruvan            | Blueberry 5  | 1981           | Samlade äventyr 4, 2017-06-21 | 26/84 - 1-2/85 | Fantomen                   |
| Le spectre aux balles d'or   | Jean-Michel Charlier               | Jean Giraud | Pilote, 532-557         | 1970                  | 1972           | Spökskytten med guldkulorna/Spöket med guldkulorna | Blueberry 6  | 1981           | Samlade äventyr 4, 2017-06-21 | 7-9/85         | Fantomen (+ Champion 1973) |
| Chihuahua Pearl              | Jean-Michel Charlier               | Jean Giraud | Pilote, 566-588         | 1970                  | 1973           | Chihuahua Pearl                                    | Blueberry 7  | 1982           | Samlade äventyr 5, 2017-11-17 | 16-18/85       |                            |
| L'homme qui valait 500 000 $ | Jean-Michel Charlier               | Jean Giraud | Pilote, 605-627         | 1971                  | 1973           | En man värd $ 500 000                              | Blueberry 8  | 1982           | Samlade äventyr 5, 2017-11-17 | 20-22/85       |                            |
| Ballade pour un cercueil     | Jean-Michel Charlier               | Jean Giraud | Pilote, 647-679         | 1972                  | 1974           | Uppgörelsen i Tacoma/Ballad om en kista            | Blueberry 9  | 1983           | Samlade äventyr 5, 2017-11-17 | 23-26/85       |                            |
| Le hors-la-loi/L'outlaw      | Jean-Michel Charlier               | Jean Giraud | Pilote, 700-720         | 1973                  | 1974           | Fredlös/Fågelfri                                   | Blueberry 10 | 1984           | Samlade äventyr 6, 2018-07-03 | 14-17/86       |                            |
| Angel Face                   | Jean-Michel Charlier               | Jean Giraud | Tintin France, 1-9      | 1975                  | 1975           | Angel Face                                         | Blueberry 11 | 1985           | Samlade äventyr 6, 2018-07-03 | 19, 21-22/86   |                            |
| Nez Cassé                    | Jean-Michel Charlier               | Jean Giraud | Métal Hurlant, 38-40    | 1979                  | 1980           | Spräckta näsan/Knäckta näsan/Tsi Na Pah            | Blueberry 12 | 1986           | Samlade äventyr 6, 2018-07-03 | 9-11/88        | SM-Special 1980            |
| La longue marche             | Jean-Michel Charlier               | Jean Giraud | Super As, 69-87         | 1980                  | 1980           | Den långa marschen                                 | Blueberry 13 | 1987           | Samlade äventyr 6, 2018-07-03 | 1-3/89         | SM-special 1981            |
| La tribu fantôme             | Jean-Michel Charlier               | Jean Giraud | Echo des Savanes, 81-83 | 1981                  | 1982           | Spökfolket/Spökstammen                             | Blueberry 14 | 1988           | Samlade äventyr 7, 2018-11-30 | 11-13/89       |                            |
| La derniére carte            | Jean-Michel Charlier               | Jean Giraud | Spirou, 2380-2383       | 1982                  | 1983           | Det sista kortet/Sista kortet                      | Blueberry 15 | 1989           | Samlade äventyr 7, 2018-11-30 | 19-21/89       |                            |
| Le bout de la piste          | Jean-Michel Charlier               | Jean Giraud |                         |                       | 1986           | Hämndens timme/Vid vägs ände                       | Blueberry 16 | 1990           | Samlade äventyr 7, 2018-11-30 | 22-24/90       |                            |
| Arizona Love                 | Jean-Michel Charlier & Jean Giraud | Jean Giraud |                         |                       | 1990           | Arizona Love                                       | Blueberry 17 | 1991           | Samlade äventyr 8, 2019-04-30 | 8-10/94        |                            |

## Mister Blueberry (1881)
| Fransk originaltitel | Manus       | Bild        | Fransk serietidning | År (fr. serietidning) | År (fr. album) | Svensk titel           | Sv. Album | År (sv. album) | Titel, År (Cobolt)            | Sv. Fantomen | Annan sv. Serietidning |
| Mister Blueberry     | Jean Giraud | Jean Giraud |                     |                       | 1995           | Mister Blueberry       |           |                | Samlade äventyr 8, 2019-04-30 |              |                        |
| Ombres sur Tombstone | Jean Giraud | Jean Giraud |                     |                       | 1997           | Skuggor över Tombstone |           |                | Samlade äventyr 8, 2019-04-30 |              |                        |
| Geronimo l'Apache    | Jean Giraud | Jean Giraud | BoDoï, 22-24        | 1999                  | 1999           | Geronimo               |           |                | Samlade äventyr 8, 2019-04-30 |              |                        |
| OK Corral            | Jean Giraud | Jean Giraud |                     |                       | 2003           |                        |           |                | Samlade äventyr 9, 2019-11-15 |              |                        |
| Dust                 | Jean Giraud | Jean Giraud |                     |                       | 2005           |                        |           |                | Samlade äventyr 9, 2019-11-15 |              |                        |
| Apaches              | Jean Giraud | Jean Giraud |                     |                       | 2007           |                        |           |                | Samlade äventyr 9, 2019-11-15 |              |                        |

## Filmatisering
2004 kom en film löst baserad på serien, regisserad av Jan Kounen, med Vincent Cassel i huvudrollen. För mer detaljer se Blueberry (film).